# Wijken en buurten in Culemborg
De Nederlandse gemeente Culemborg is voor statistische doeleinden onderverdeeld in wijken en buurten. De gemeente is verdeeld in de volgende statistische wijken:
- Wijk 00 (CBS-wijkcode:021600)

Een statistische wijk kan bestaan uit meerdere buurten. Onderstaande tabel geeft de buurtindeling met kentallen volgens het Centraal Bureau voor de Statistiek (2008):
| CBS-buurtcode | Buurtnaam                                            | Inwonertal | Opp. totaal (ha) | Opp. land (ha) | Ligging                |
| ------------- | ---------------------------------------------------- | ---------- | ---------------- | -------------- | ---------------------- |
| BU02160000    | Oude Binnenstad en Nieuwstad                         | 2490       | 40               | 38             | Locatie in de gemeente |
| BU02160001    | Oude Buitenwijken                                    | 1720       | 69               | 61             | Locatie in de gemeente |
| BU02160002    | Noordoostelijke Buitenwijken                         | 3640       | 121              | 120            | Locatie in de gemeente |
| BU02160003    | Zuidoostelijke Buitenwijken Ter Weijde               | 8290       | 150              | 150            | Locatie in de gemeente |
| BU02160004    | Industriegebied                                      | 1700       | 149              | 149            | Locatie in de gemeente |
| BU02160005    | Westelijke Buitenwijken                              | 8090       | 160              | 160            | Locatie in de gemeente |
| BU02160008    | Verspreide huizen Redichem                           | 140        | 456              | 369            | Locatie in de gemeente |
| BU02160009    | Verspreide huizen ten westen en zuiden van Culemborg | 1220       | 1974             | 1896           | Locatie in de gemeente |